# Elaphoglossum pannosum
Elaphoglossum pannosum är en träjonväxtart som beskrevs av M. Kessler och Mickel. Elaphoglossum pannosum ingår i släktet Elaphoglossum och familjen Dryopteridaceae. Inga underarter finns listade.